# Forever (film, 1921)

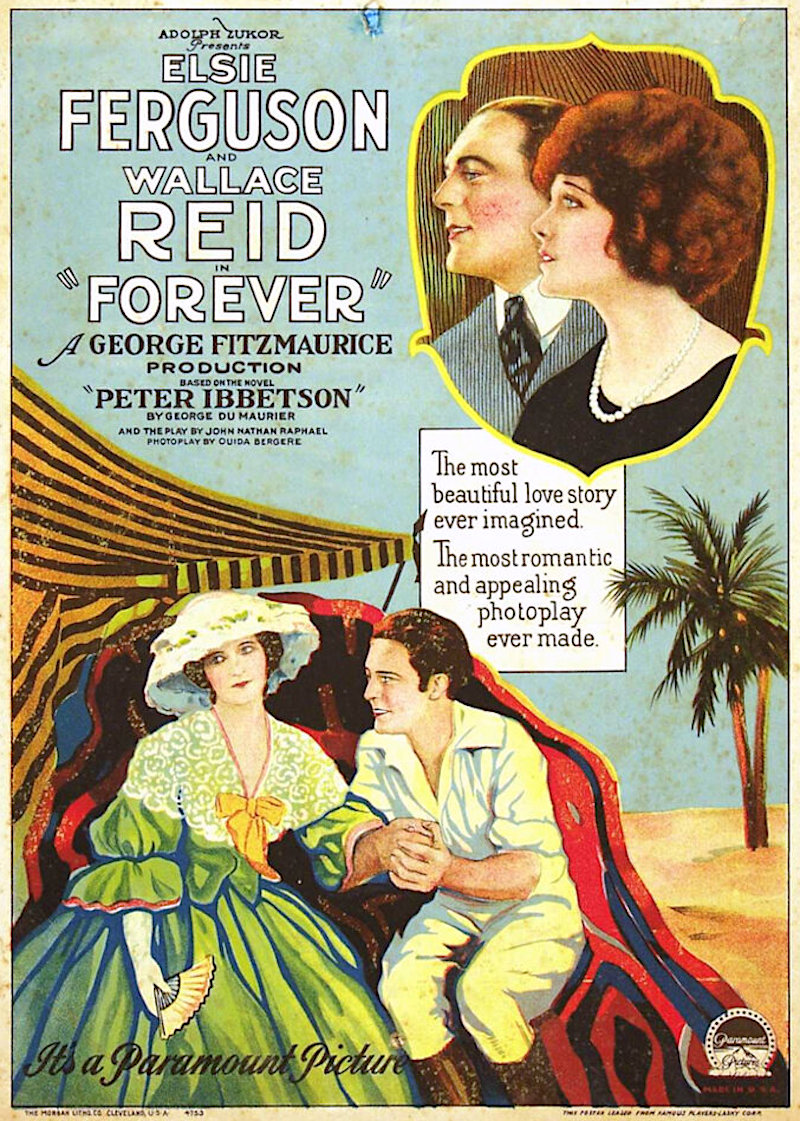
Affiche du film.

Pour les articles homonymes, voir Forever.
Forever est un film américain réalisé par George Fitzmaurice, sorti en 1921.

## Fiche technique
- Réalisation : George Fitzmaurice
- Scénario : Ouida Bergère d'après le roman Peter Ibbetson de George du Maurier
- Producteur : Famous Players–Lasky
- Photographie : Arthur C. Miller
- Distributeur : Paramount Pictures
- Genre : Romance, drame[1]
- Durée : 60 minutes
- Dates de sortie : 
  - États-Unis : 16 octobre 1921 (première)
  - États-Unis : 5 mars 1922

## Distribution

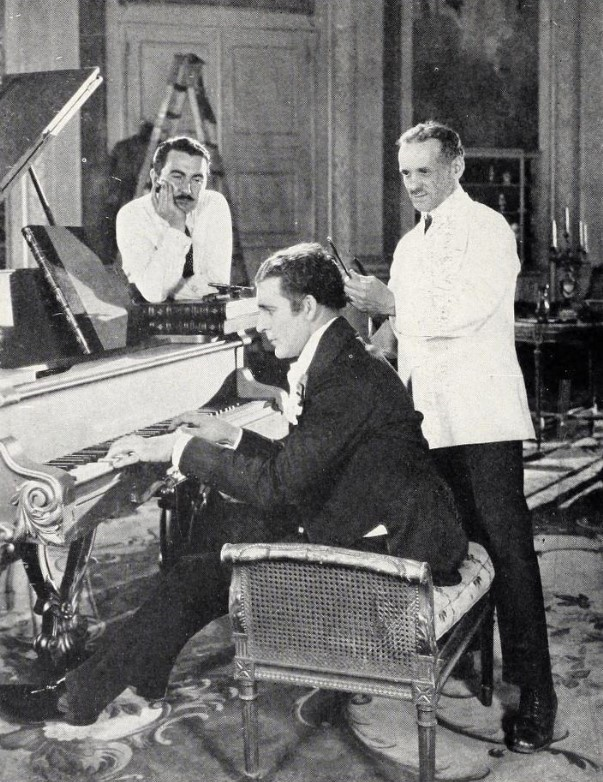
Wallace Reid au piano.

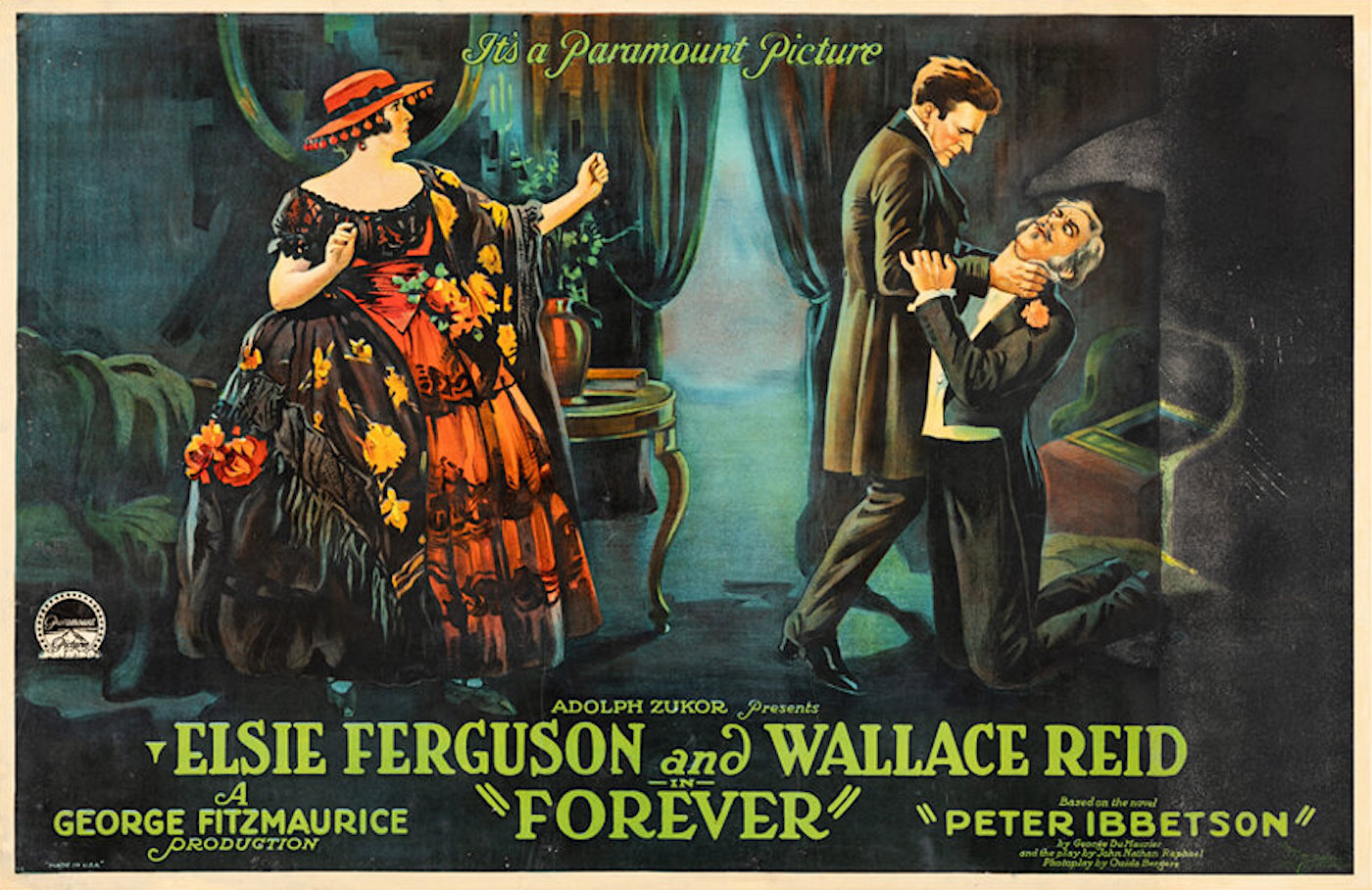
Autre affiche du film.

- Wallace Reid : Peter Ibbetson
- Elsie Ferguson : Mimsi
- Montagu Love : Colonel Ibbetson
- George Fawcett : Duquesnois
- Dolores Cassinelli : Dolores
- Paul McAllister : Seraskier
- Elliott Dexter : Pasquier
- Barbara Dean : Madame Pasquier
- Nell Roy Buck : child Mimsi
- Charles Eaton : child Gogo
- Jerome Patrick : Duke of towers